# گورامی غول‌پیکر دم‌سرخ
گورامی غول‌پیکر دم‌سرخ (نام علمی: Osphronemus laticlavius)، گونه بزرگی از گورامی است که از خانواده Osphronemidae است. این ماهی در خطر انقراض بومی جزیره بورنئو در جنوب شرقی آسیا است که تنها از حوزه رودخانه کیناباتانگان و سِگاما در صباح در شرق مالزی شناخته شده‌است. نخستین بار در سال ۱۹۹۲ بر اساس یک نمونه آکواریوم توصیف شد، محدوده پراکنش دقیق آن کاملاً مشخص نبود، و سبب شد تا برخی منابع به اشتباه آن را از اندونزی گزارش دهند.